# ハード・プレイ
『ハード・プレイ』（White Men Can't Jump）は、1992年に、アメリカで制作されたスポーツ・コメディ映画である。
原題の" White Men Can't Jump"とは、「白人は跳べない」という意味で、ビリーがダンクシュートできないことを指している。

## あらすじ
かつて大学でバスケットボール選手として活躍していたビリーは、白人だからという理由でバスケットボールで食べていくことをあきらめ、ギャンブラーとして恋人であるグロリアと共に生活していた。彼は、L.A.ヴェニス・ビーチで、黒人のバスケットボール選手・シドニーをギャンブル・バスケで負かし、コンビを組まないかと持ちかけた。しかし、ビリーには1つの問題があった。“白人は跳べない”のである。

## キャスト
※括弧内は日本語吹替
- シドニー・ディーン - ウェズリー・スナイプス（山寺宏一）： 才能はあるが尊大な性格をしている黒人バスケットボール選手。
- ビリー・ホイル - ウディ・ハレルソン（堀秀行）： かつて大学でバスケットボール選手として活躍していた白人男。
- グロリア・クレメンテ - ロージー・ペレス（潘恵子）： ビリーの恋人。
- ロンダ・ディーン - ティラ・フェレル（弘中くみ子）
- ロバート - シルク・コザート（谷口節）
- ジュニア - カディーム・ハーディソン（真地勇志）
- ジョージ - アーネスト・ハーデン・Jr（島田敏）
- ウォルター - ジョン・マーシャル・ジョーンズ（星野充昭）
- レイモンド - マーカス・ジョンソン（戸谷公次）
- ダック・ジョンソン - フリーマン・ウィリアムズ
- エディ・“キング”・ファロー - ルイス・プライス
- アレックス・トレベック（池田勝）

## 評価
『ハード・プレイ』は1,923の映画館で上映され、公開週末は14,711,124 ドルの収入を上げ、最終的には全米で76,253,806 ドル、全世界で90,753,806ドルの興行収入をえた。これは、その年に公開された映画の中で16番目に高い興行収入だった。
この映画の評判は良く、2012年現在、 Rotten Tomatoesには28のレビューが投稿され、フレッシュメーターは、78% だった 。
『シカゴ・サンタイムズ』のロジャー・イーバートは、「ただのバスケットボール映画ではない」とし、ロン・シェルトンがキャラクターに対して理解が深いことを評価したうえで、この映画の評価を3つ星半とした。
 。
『ニューヨーク・タイムズ』のジャネット マスリン は、ウェズリー・スナイプスの演技を「こっけいながらも、活発な演技についての理解が深い」と評した。
現在、この映画は映画監督スタンリー・キューブリックのお気に入りの映画の一つとされている。

## 外部
- ハード・プレイ - allcinema
- ハード・プレイ - KINENOTE
- White Men Can't Jump - オールムービー（英語）
- White Men Can't Jump - IMDb（英語）
- ハード・プレイ - Rotten Tomatoes（英語）